# Gräsgnomspindel
Gräsgnomspindel (Tapinocyboides pygmaeus) är en spindelart som först beskrevs av Menge 1869.  Gräsgnomspindel ingår i släktet Tapinocyboides och familjen täckvävarspindlar. Arten är reproducerande i Sverige. Inga underarter finns listade i Catalogue of Life.